# Мужчине живётся трудно. Фильм 45: Весна Торадзиро
«Мужчине живётся трудно. Фильм 45: Весна Торадзиро» (яп. 男はつらいよ　寅次郎の青春, отоко ва цурай ё торадзиро но сэйсюн; англ. Tora-San Makes Excuses  (Tora-san 45) — японская комедия режиссёра Ёдзи Ямады, вышедшая на экраны в 1992 году. 45-й фильм популярного в Японии киносериала о комичных злоключениях незадачливого чудака Торадзиро Курума, или по-простому Тора-сана. По результатам проката фильм посмотрели 2 млн японских зрителей.

## Сюжет
Торадзиро (или по простому Тора-сан) как обычно путешествует и остановившись в портовом городе Миядзаки на острове Кюсю он знакомится с парикмахершей Токо (что в переводе: бабочка). Она живёт со своим младшим братом, матросом Рюскэ, и ищет мужчину своей жизни. В это же время, на родине Тора-сана, в Сибамате (Кацусика, Токио), посетила его дом Идзуми, подруга племянника Тора-сана Мицуо. Идзуми нашла работу в одном из столичных музыкальных магазинов, пришла в дом Мицуо перед праздниками и была с радушием принята. После этого Идзуми отправилась в Миядзаки на свадьбу своей лучшей школьной подруги, где случайно столкнулась с Тора-саном. Они были рады новой встрече после длительного времени, прошедшего с их знакомства (события предыдущей 44-й серии). И вдруг наш незадачливый герой Тора ломает ногу. После того как Идзуми позвонила родным Тора-сана в Сибамату с сообщением о его травме, Мицуо, ответивший на её телефонный звонок спешит в Миядзаки. В Миядзаки прибыл не только Мицуо, но и младший брат Токо, рыбак Рюскэ. Мицуо видит, что Идзуми подружилась с Рюскэ, но, когда узнаёт, что рыбак женат, он с удвоенной энергией пытается вернуть расположение девушки. Они проводят несколько весёлых беззаботных дней. В день отъезда в Токио Мицуо и Идзуми сообщают, что Тора-сан также непременно должен поехать с ними. Токо разозлилась, ибо она думала что Тора-сан останется с ней. Токо тоже понравилась Тора-сану. По возвращении в Кацусику после долгого отсутствия, Торадзиро вновь, как и ранее начинает перепалку с «Осьминогом» (кличка Умэтаро, босса его зятя Хироси). Мать Идзуми Рэйко, которая живёт и работает в Нагое была госпитализирована и Идзуми бросает работу, чтобы поехать к матери. Тора тоже покидает родные пенаты, чтобы отправиться в очередное путешествие.

## В ролях
- Киёси Ацуми — Торадзиро Курума (или Тора-сан)
- Тиэко Байсё — Сакура, сестра Торадзиро
- Дзюн Фубуки — Токо, парикмахерша в Миядзаки
- Масатоси Нагасэ — Рюскэ, рыбак (брат Токо)
- Мари Нацуки — Рэйко, мать Идзуми
- Гин Маэда — Хироси, муж Сакуры
- Масами Симодзё — Рюдзо Курума, дядя Тора-сана
- Тиэко Мисаки — Цунэ Курума, тётя Тора-сана
- Хисао Дадзай — Умэтаро, босс Хироси
- Тисю Рю — Годзэн-сама, священник
- Хидэтака Ёсиока — Мицуо Сува, сын Сакуры и Хироси, племянник Тора-сана
- Кумико Гото — Идзуми Айкава, подруга Мицуо

## Премьеры
- — национальная премьера фильма состоялась 26 декабря 1992 года в Токио[1].

## Награды и номинации
Агентство по культуре
- 3-я премия Агентства по культуре за лучший художественный фильм[2].